# Arhodeoporus mammillifer
Arhodeoporus mammillifer är en kvalsterart som beskrevs av Newell 1971. Arhodeoporus mammillifer ingår i släktet Arhodeoporus och familjen Halacaridae. Inga underarter finns listade i Catalogue of Life.